# Fernand Roda

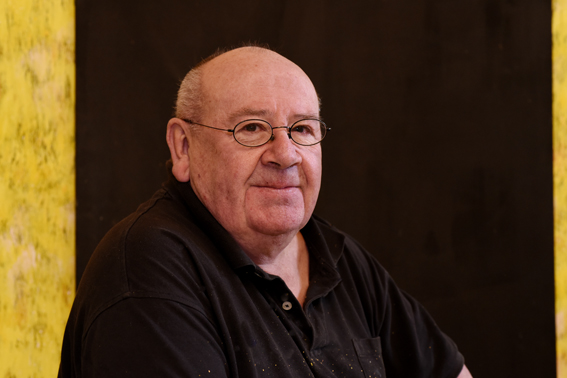
Fernand Roda im Atelier, 2017

Fernand Roda (* 5. Juni 1951 in Luxemburg-Stadt) ist ein luxemburgischer Maler.

## Leben
Fernand Roda besuchte von 1971 bis 1977 die Kunstakademie Düsseldorf, wo er bei Joseph Beuys, dessen Meisterschüler er 1975 wurde, studierte. Er zog nach Düsseldorf, um das Studium antreten zu können.
Die Stadt Düsseldorf beauftragte 1987/1988 mehrere Künstler, für die U-Bahn-Station Heinrich-Heine-Allee ein Gemälde im Format 400 × 360 cm herzustellen und dort dauerhaft auszustellen, darunter auch Fernand Roda. Zur 700-Jahr-Feier der Stadt Düsseldorf assistierte Fernand Roda 1988 bei der Organisation der Ausstellung Meine Zeit – Mein Raubtier.
Aufgrund seiner künstlerischen Verdienste wurde er 1991 zum Chevalier de l’ordre de Mérite du Grand-Duché de Luxembourg ernannt, was übersetzt dem Ritterkreuz entspricht.
In der Reihe der Europamarken des Staates Luxemburg wurde 1993 ein Gemälde von Fernand Roda als Briefmarkenmotiv verwendet.
1996 erhielt er ein Stipendium der Bayerischen Landesbank aufgrund seiner künstlerischen Fähigkeiten.

## Ausstellungen (Auswahl)

### Einzelausstellungen
(Quelle: )
- Frei nach Kant, Deutsche Bank SA, Luxembourg, 1996
- 150 Jahre Siemens präsentiert Fernand Roda, Siemens Luxembourg, 1997
- Archaische Welten, Kunst und Kulturforum HDZ NRW, Bad Oeynhausen, 2013
- Fernand Roda. Der Maler. 40 Jahre Kunst. Einblicke, Haus Beda, Bitburg, 2015
- Besch, Valerius Art Gallery, Luxembourg, 2024

### Gruppenausstellungen

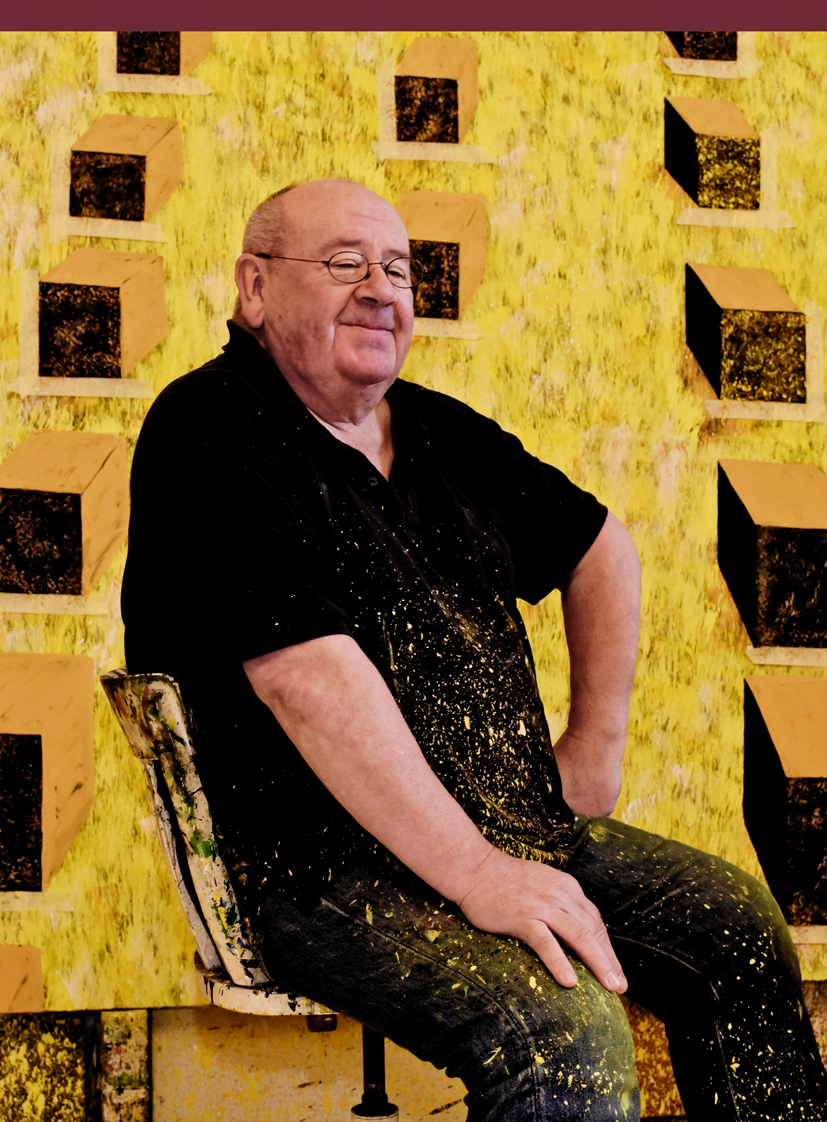
Fernand Roda vor dem Bild „Ein Tag im August“, 2017

- Nuova Imagine, Palazzo della Triennale, Milano
- Après le classicisme, Musée d’art et d’industrie, St. Etienne
- XII Biennale des Jeunes, Musée d’art moderne, Paris (Beitrag für die B.R.D.)
- Treibhaus I, Kunstmuseum, Düsseldorf
- ZB Landschaft, Kunstverein, Bonn
- Standort Düsseldorf, Kunsthalle, Düsseldorf
- Eighty – les peintres d’Europe, Straßburg, Helsinki, Brüssel, Milano, Montreux, Kopenhagen, Stockholm, Barcelona
- XX Bienal di Sao Paulo, Brasilien
- Die Macht des Alters, Kronprinzenpalais, Berlin, Kunstmuseum Bonn, Staatsgalerie Stuttgart
- Landschaften eines Jahrhunderts, Sammlung Deutsche Bank (Wanderausstellung), Burggrafiat
- Alzey, Stdt. Kunstsammlung Augsburg, Kunstverein Offenburg, Museum für Moderne Kunst
- Passau, Museum für Kunst Lübeck, Museum Küppersmühle Duisburg, Museum St. Ingbert,
- St. Ingbert, South African National Gallery, Cape Town
- La donazione Bertolini, Museo de Novecento, Mailand

### Filmdokumentationen (Auswahl)
- Reportage über F. Roda (RTL 1985)
- Atelierbesuche: Acht Künstler aus Düsseldorf (KOM GmbH& CO KG 2011)
- Porträt F. Roda (RTL 2013)